# Jacques Mercier (écrivain)
 (juillet 2023).
Il peut être nécessaire de l'améliorer pour respecter le principe de neutralité de point de vue. Veuillez consulter la page de discussion pour plus de détails.

Pour les articles homonymes, voir Jacques Mercier et Mercier.
Jacques Mercier, né à Mouscron le 17 octobre 1943, est un écrivain et un homme de télévision et de radio belge. Il a travaillé à la RTBF de 1963 à 2008. Retraité, il se consacre à sa carrière de journaliste et d'écrivain, mais reste présent en radio, en télévision, sur scène et sur les réseaux.

## Biographie

### Jeunesse
Troisième fils de René Mercier et Denise Fache, fille de l'architecte Gustave Fache, il fait son école primaire au collège Saint-Joseph à Mouscron, suivie d'humanités gréco-latines au collège jésuite de Tournai et il poursuit avec des études de journalisme à l'Institut des hautes études des communications sociales à Bruxelles. Sa jeunesse est marquée par le scoutisme, où il reçoit le totem de Faon-ironique.

### Homme de radio
À la fin de ses études, Jacques Mercier effectue un stage bénévole à Radio Luxembourg. « J'y ai rencontré un journaliste de la Radiodiffusion-télévision belge qui cherchait un assistant pour son émission de jazz. J'ai commencé en septembre 63 : je classais les disques, préparais le café et j'accompagnais Benoît Quersin, qui m'a initié au jazz. ». Il anime ensuite, toujours sur les ondes de la radio, Dimanche musique avec Stéphane Steeman et Musique au petit déjeuner. Il anime pendant de nombreuses années Le Jeu des dictionnaires et La Semaine infernale et pendant dix ans Le Grand Dictionnaire, une émission de la Communauté radiophonique des programmes de langue française (CRPLF), communauté formée par celles et ceux qui conçoivent les émissions des radios publiques francophones de France, du Canada, de Suisse et de Belgique.
En septembre 2011, il renoue avec une présence dans l'émission d'Olivier Monssens On n'est pas rentré. De 2012 à 2022, il présente sur Radio Judaica, chaque semaine, Mémo, émission consacrée à un « coup de cœur littéraire » en dialogue avec Nicky Depasse.
En septembre 2018, il effectue son retour à la radio en participant à l'émission Les Bonnes Ondes de Sandrine Dans sur Bel RTL.[réf. nécessaire]
De septembre 2021 à janvier 2023, il coprésente le samedi avec Antoine Guillaume Jukebox Bel RTL, des tubes qu'on a aimés en secret.
Le livre de l’été, chronique quotidienne dans la matinale de Bel RTL à 6h45 et 8h45, de fin juin à début septembre 2022.
Dès la fin août 2023, grand retour sur la RTBF sur Musiq3 dans Bonjour, Bonsoir de Vincent Delbushaye une chronique hebdomadaire La langue de la musique.

### Homme de télévision
En télévision, il présente Le Jeu des dictionnaires, L'Empire des médias, Forts en tête (avec Armelle puis Barbara Louys), et la Télé infernale. Il présente avec Marie-Christine Maillard SOS Kosovo, une émission caritative organisée à la suite de la guerre du Kosovo conjointement par les deux chaines francophones principales en Belgique : RTBF et RTL-TVI,. Il commente dans les années 1980 pour la RTBF le Concours de L'Eurovision ainsi que la Knokke Cup.
À partir du 4 février 2007, il retrouve Armelle dans Bonnie & Clyde, une mensuelle en première partie de soirée qui présente toute l'actualité et le divertissement (puisqu'il quitte la RTBF le 3 novembre 2008, Armelle présenta seule le dernier numéro consacré à François Pirette le 7 décembre 2008). Dès le 5 mars 2009, en duo avec Philippe Geluck, il présente un micro-programme quotidien Monsieur Dictionnaire, l'explication ludique d'un mot ou d'une expression.
Il coprésente C’est archivé près de chez vous, émission spéciale de Noël 2021 avec Jean-Luc Fonck – RTBF. et continue avec C’est archivé près de chez vous – Le quizz, émission avec Jean-Luc Fonck – RTBF 3. Reprise annuelle pour une dizaine d'émissions : Dimanche soir, dans l'Atomium, d'octobre à décembre 2022., 2023, 2024, 2025.
Il est un des chroniqueurs de l'émission Pause Media, qui décrypte l'actualité avec Cyril Detaye, Ambroise Carton et Jessica Riga, mensuelle, le samedi, dès mars 2024.

### Homme de presse écrite
Dès l'âge de 14 ans, il collabore à Plein Jeu, journal scout en signant de son totem « Faon ironique » et au Nord Éclair. Ses premières interviews sont celles de Jacques Brel et de Raymond Devos. Il tient une rubrique autour des disques dans de nombreux magazines : Télé-Moustique, Bonne Soirée, Marie Claire, Le Pourquoi pas ?, et dans La Libre Belgique. Il sera aussi chroniqueur dans Magie Rouge et dans S.-F Phénix.
Dans La Libre Belgique, entre 1998 et 2009, succédant à André Goosse[réf. souhaitée], il écrit une rubrique langagière quotidienne. Depuis 2009 et pendant dix ans, il propose une page autour des mots dans PlusMagazine. En 2016, il produit des billets autour des nouveaux mots jeunes dans Le Figaro à Paris, en partenariat avec Le Bon Usage.

### Théâtre
En 1999, il est élu « personnalité Richelieu de l'année » par la régionale Belgique-Luxembourg du Richelieu international.
En septembre et octobre 2009, il joue dans Mercier: go home ! au théâtre de la Toison d'or (Bruxelles), pièce dans laquelle il s'imagine dans un home, racontant ses souvenirs. Chaque semaine, de nouveaux intervenants l'accompagnent, tels Philippe Geluck, Laurence Bibot, le dessinateur Pierre Kroll, le chanteur Jean-Luc Fonck entre autres.
En janvier 2010, il joue avec Nara Noïan, à la Comédie Claude Volter à Bruxelles, Mon jardin secret, des souvenirs plus poétiques de sa vie.
En 2011, il est élu membre du conseil d'administration de la Maison internationale de la poésie - Arthur Haulot.
Entre septembre 2013 et fin 2014, la Boîte de Jazz se joue sur les places d'une vingtaine de villes belges. Cent ans de jazz retracés avec son fils Stéphane Mercier et d'autres jazzmen, comme Vincent Bruynincks ou Ivan Paduart. Production de c'est tout com ,.
En janvier 2014, à Wolubilis, le Magasin d'écriture théâtrale et Le Pied de la Lettre proposent une lecture-spectacle de sa pièce Excès, avec Jean-Claude Frison et Charlotte Mattiussi, dans une adaptation de Toni Cecchinato. Excès est également donné au Théâtre 14, avenue Sangnier, dans le 14e arrondissement de Paris, dans le cadre du Festival des universités populaires du théâtre, le 12 mai 2015.
En octobre 2017, il est le narrateur dans le conte musical Pierre et le Loup de Serge Prokofiev, avec l'orchestre philharmonique royal de Liège, sous la direction de Jean-Pierre Haeck. Une production des Jeunesses Musicales. Dessins de Philippe Lagautrière. Mise en scène de Bruno Coppens.
Christmas at Columban : Soirée sur le thème de l'amour universel, du partage, conçue par Stéphane Mercier et avec la participation d'artistes du monde entier. Ecriture et lecture des textes de liens au Columban de Wavre. (20 décembre 2019)
La Caravane du Jazz (ou Une autre histoire du jazz), avec Stéphane Mercier, l'histoire du jazz, Juillet et août 2021 (Annevoie, Seneffe, Lasne…), une spéciale Henry Bauchau, à Godinne, septembre 2022. Braine le Comte, décembre 23. Tournée en 24/25. 
Churchify - La Création du Monde, avec Stéphane Mercier (sax) et Philippe Decock (Orgue). Première à Aywaille, Novembre 2022. Dinant Jazz Festival juillet 2023.
Les clairières de nos vies - Pour les 60 ans de métier - Anecdotes de la vie, accompagné au piano par Maël Mercier. Création Théâtre le Marni, Bruxelles, 18 janvier 2024 
Le voyage à Majorque Spectacle littéraire/musical sur Sand et Chopin, au piano : Zoé Masset. Festival Musiq3, Saintes, 4 octobre 2024 
La Clairière Enchantée - Ecriture du libretto, des dialogues et du texte de toutes les chansons du conte musical, composé et produit par Henri Seroka. Création en octobre 2024 au W:halll de Bruxelles et au Centre Jacques Brel en février 2025. .
Conférencier, il parle du chocolat, des expressions de la langue française, des belgicismes et des souvenirs de métier.[Quand ?]

## Distinctions
- 1999 : personnalité Richelieu de l'année[2]
- 2005 : officier de l'ordre de Léopold[13]
- 2010 : Picard 2009 de la Culture
- 2013 :  Chevalier du Mérite wallon (Ch.M.W.)[14]
- 2024 : Ordre de la Pléiade (Assemblée parlementaire de la Francophonie)

## Publications
- Parfois, Bruxelles, Édition des Archers, 1978 (réimpr. réédition Bernard Gilson, 1998)
- Candice, Bruxelles, Édition des Archers, 1979. Prix Triangle. Amazon.fr 2025
- L'envol, Édition des Archers, Bruxelles, 1980.
- La tendresse inutile, Édition des Archers, Bruxelles, 1982. Amazon.fr 2025
- Charles Dumont, un chant d'amour, essai, Labor, Bruxelles ; Lafon, Paris, 1984.
- Le soleil dans les yeux, Édition des Archers, Bruxelles, 1985. Couverture de Gaston Bogaert.
- Mouscron, Émotions, textes, Éditions Van Braekel, Mouscron, 1986.
- La Tête dans la neige, avec des illustrations du peintre Jean Dupont, Éditions Dejaie, 1986.
- Les mots changent de couleur, avec des illustrations du peintre Albert De Villeroux, Éd. Vie ouvrière et Pierre Zech, Paris-Bruxelles, 1987.
- Totalement confidentiel, récits, Édition des Archers ; RTBF, Bruxelles, 1988.
- Le Chocolat belge, essai, Glénat, Bruxelles-Paris, 1989.
- Petit dictionnaire franco-belge, belgo-français, essai, Éd. Glénat, Bruxelles-Paris, 1990.
- D'un bleu illimité, poèmes, Éditions Maison de la Poésie d'Amay, 1994.
- Dictionnaire de la chanson (à Bruxelles et en Wallonie), Mardaga, Conseil de la Musique, Comité de rédaction, 1995.
- Le guide du chocolat belge et des pralines, essai, Casterman, 1996. Ensuite La Renaissance du livre, 1997.
- Photos truquées, nouvelles, Éditions Luce Wilquin, Avin, 1996. Couverture inédite de Juan d'Oultremont.
- L’année 13, Éditions Claude Lefrancq, 1998.Réédition Bebooks Sur Amazon Kindle, 2011
- Tendresses d'Ibiza, poèmes, Édition Tétras Lyre, 1998. Illustrations Claire Van der Schueren.
- Mortes Maisons, nouvelles, Éditions Claude Lefrancq, 1999.Bebooks Amazon Kindle, 2011. Ikor Éditions, 2015. Amazon.fr 2024
- Le diamant, beau-livre, La Renaissance du Livre, 1999.
- Le français tel qu'il se parle en Belgique, essai, La Renaissance du Livre, 2000.
- Le grand livre de l'Eau, beau-livre, La Renaissance du Livre, 2000.
- Le chocolat, mini beau-livre, La Renaissance du Livre, 2000.
- Les plaisirs de la langue française, essai, La Renaissance du Livre, 2001.
- A la table des grands chefs, essai, beau-livre, La Renaissance du Livre, 2001.
- Maître Gustave, La Renaissance du Livre, Tournai, 2002. Réédition Libook Sur Amazon Kindle, 2011
- Aux marches du palais, beau-livre, avec Guy Daloze et Olivier Polet, La Renaissance du Livre, 2002.
- Made in Belgium, beau livre, La Renaissance du Livre, 2003.
- Les Maîtres de la langue française, essai, La Renaissance du Livre, 2003.
- Les aventures de petit écureuil bleu, littérature pour la Jeunesse, en coll. avec Claire Van der Schueren, La Renaissance du Livre, 2003.
- Un équilibre fragile, roman, Éditions Racine, 2005
- Les nuits sont des voiliers, poèmes, Memory Press, 2005
- Au cœur des mots, rubriques M.Dico, Éditions Racine, 2005
- La Belgique infernale, collectif, beau-livre, Éditions Racine, 2005.
- Gus, roman, Éditions Racine, 2006
- Pata, livre pour enfants, avec Claire Vanderschueren, Vanille-Chocolat, 2006
- Belges en France, essai, Éditions Racine, 2006
- La tentation du chocolat, beau-livre, Éditions Racine, 2007
- Proche des larmes, poèmes, Éditions les Déjeuners sur l'herbe, 2008.Réédition Bebooks sur Amazon et iTunes 2013
- Excès, roman, Éditions La Muette, 2010
- Contes pour petits et grands, Histoires d'animaux, Sur livres audio ITunes, 2011
- Une Diva amoureuse, roman, édition originale Bebooks Sur Amazon Kindle, 2011. Réédition "papier" Ikor Éditions, 2014. Ed Amazon.fr, 2024
- Mon père est mort en riant, récit, édition originale Bebooks Sur Amazon Kindle, 2011. Edition Amazon.fr, 2024.
- Les perroquets de l'Orénoque, chroniques, édition originale Bebooks Sur Amazon Kindle, 2012. Edition Amazon.fr, 2024.
- L'orage, roman, édition originale numérique OnLit Éditions, 2012
- Pralines et Chocolat, Guide, Édition Luc Pire, 2012
- Les 500 plus belles expressions de Monsieur Dictionnaire, Essai, Éditions Racine, 2012
- Son parfum, roman, édition numérique et papier OnLit Éditions, 2014
- L'envers du monde, poèmes, Illustrations de Isabelle Fache. Éditions les Déjeuners sur l'herbe, 2014.
- La francisque de Tournai, roman, Éditions Luc Pire, 2014
- El adios en tres actos, (traduction espagnole de Une diva amoureuse), roman, Édition Libros del Fuego, Troika, Caracas, 2014
- Toute une vie d'amour, roman et essai, (avec Sophie Mercier) Éditions Academia-L'Harmattan, 2016
- Les nouvelles expressions de Monsieur Dictionnaire, Essai, Éditions Racine, 2017
- Des matins lumineux, roman (Opuscule) Éditions Éric Lamiroy, 2017
- Paysages citoyens à Bruxelles, Guide,(avec Christophe Mercier) Éditions Racine, 2018
- Papy, poèmes, Illustrations des petits-enfants. Éditions les Déjeuners sur l'herbe, 2018
- Le compte est bon, (avec Noël Van der Schueren), Essai, Éditions Racine, 2019
- Mes drôles de vies, Autobiographie, Éditions Racine, 2020
- Un petit moment de grâce, poèmes, Illustrations de Claire Van der Schueren, Éditions Le Chat Ailé, 2021
- La France des Belges, Essai, Éditions Jourdan, 2021
- Les clairières de ma vie, Essai autobiographique, Edition Kennes, 2023
- L'article : Philippe Geluck, Essai, Editions Eric Lamiroy, 2023
- Mon Bloc-Notes, Essai et notations, Amazon.fr, 2024
- La Trilogie de Maître Gustave, Trois romans, Amazon.fr, 2024
- La treizième année, roman SF, Amazon.fr, 2024
- Les haïkus de l'aube, poésie, Amazon.fr, 2024
- Mon 2eme Bloc-Notes, Essai et notations, Amazon.fr, 2025

## Prix Jacques Mercier
En juin 2003, il est créé le « Prix Jacques Mercier », prix annuel attribué à un mémoire de fin d’études à l'Institut catholique des hautes études commerciales (ICHEC), pour la meilleure langue française.

## Pour compléter